# Ла-Палма (Каліфорнія)
Ла-Палма (англ. La Palma) — місто (англ. city) в США, в окрузі Орандж штату Каліфорнія. Населення — 15 581 особа (2020).

## Географія
Ла-Палма розташована за координатами 33°51′2″ пн. ш. 118°2′24″ зх. д. / 33.85056° пн. ш. 118.04000° зх. д. (33.850504, -118.039892). За даними Бюро перепису населення США в 2010 році місто мало площу 4,74 км², з яких 4,68 км² — суходіл та 0,06 км² — водойми.

## Демографія
Згідно з переписом 2010 року, у місті мешкало 15 568 осіб у 5080 домогосподарствах у складі 4212 родин. Густота населення становила 3282 особи/км². Було 5224 помешкання (1101/км²).
Расовий склад населення:
| - 48,1 % — азіатів - 37,0 % — білих - 5,2 % — чорних або афроамериканців - 0,4 % — корінних американців - 0,3 % — вихідців з тихоокеанських островів - 4,9 % — осіб інших рас |

До двох чи більше рас належало 4,3 %. Частка іспаномовних становила 16,0 % від усіх жителів.
За віковим діапазоном населення розподілялося таким чином: 22,0 % — особи молодші 18 років, 62,1 % — особи у віці 18—64 років, 15,9 % — особи у віці 65 років та старші. Медіана віку мешканця становила 41,2 року. На 100 осіб жіночої статі у місті припадало 93,5 чоловіків; на 100 жінок у віці від 18 років та старших — 90,7 чоловіків також старших 18 років.
Середній дохід на одне домашнє господарство становив 104 407 доларів США (медіана — 82 304), а середній дохід на одну сім'ю — 113 713 долари (медіана — 87 381). Медіана доходів становила 60 572 долари для чоловіків та 59 405 доларів для жінок. За межею бідності перебувало 7,3 % осіб, у тому числі 10,5 % дітей у віці до 18 років та 3,2 % осіб у віці 65 років та старших.
Цивільне працевлаштоване населення становило 7152 особи. Основні галузі зайнятості: освіта, охорона здоров'я та соціальна допомога — 25,4 %, роздрібна торгівля — 11,4 %, виробництво — 10,6 %.